# Гурулі Гія
Гі́я Гівійович Гуру́лі (рос. Гия Гивиевич Гурули, груз. გია გიას ძე გურული, нар. 20 травня 1964, Чиіатура, Грузія) — радянський і грузинський футболіст. Нападник, виступав, зокрема, за «Динамо» (Батумі), «Динамо» (Тбілісі), ҐКС Катовиці, «Гавр» і «Дюнкерк». Майстер спорту СРСР. Провів 3 гри за національну збірну Грузії. Батько футболіста Олександра Гурулі.

## Кар'єра

### Клубна
Грав у футбол з 1973 року в рідному місті Чиатура. Перші тренери — З. Бараташвілі та Г. Циклаурі.
Закінчив Грузинський державний інститут фізкультури (1985).
Першим професіональним клубом було друголігове «Динамо» (Батумі). В 1982 перейшов до вищолігового «Динамо» (Тбілісі), за яке протягом 1982—1988 рр. у чемпіонатах СРСР провів 105 ігор, забив 19 м'ячів. Виступав у складі юнацької збірної СРСР.
У сезоні 1990/91 виїхав закордон виступати за польський ҐКС Катовиці, де став одним з лідерів команди, а його досконале володіння м'ячем і фінти створили Гурулі слави одного з найтехнічніших футболістів чемпіонату Польщі. У сезонах 1992/93 і 1993/94 грав за вищоліговий французький клуб «Гавр», потім два сезони за «Дюнкерк».
У 2004—2005 роках був асистентом головного тренера збірної Грузії, француза Алена Жиресса.
Його син Олександр, вихованець французьких клубів «Булонь» і «Ліон», грав за «Карпати» (Львів).

### У збірній
Виступав у складі юнацької та молодіжної збірної СРСР (1982-1983).
Провів 3 гри за національну збірну Грузії (1994) . 

## Титули і досягнення
- Чемпіон Грузії (1):

Іберія (Тбілісі): 1990
- Володар Кубка Польщі (1):

ГКС Катовиці: 1991
- Володар Суперкубка Польщі (1):

ГКС Катовиці: 1991
- Найкращий бомбардир Чемпіонату Грузії (1):

Іберія (Тбілісі): 1990